# Klaus Orth
Klaus Orth (* 1953 in Bensberg) ist ein deutscher Politiker (SPD). Er war von 2004 bis 2009 Bürgermeister der Stadt Bergisch Gladbach.
Orth ist Diplom-Ökonom und war als Geschäftsführer der Drogenhilfe Köln gGmbH tätig.
Im Jahr 1970, trat er mit 17 Jahren in die SPD ein. Seit 1989 gehörte er dem Stadtrat von Bergisch Gladbach an. Im Jahr 1991 wurde er Vorsitzender der SPD-Stadtratsfraktion und amtierte in den Jahren 1994 bis 1999 als stellvertretender Bürgermeister. Bei der nordrhein-westfälischen Kommunalwahl im Herbst 2004 kandidierte er als Bürgermeister von Bergisch Gladbach. Durch seinen Wahlsieg in der Stichwahl am 10. Oktober 2004 – er erreichte mit 62,4 % eines der besten Ergebnisse für einen SPD-Kandidaten im Land – löste er die CDU-Politikerin Maria Theresia Opladen als Bürgermeisterin ab. Am 30. August 2009 verlor Orth die Wahl gegen seinen Konkurrenten Lutz Urbach von der CDU.